# 阿扎
阿扎（法語：Azas）是法国上加龙省的一个市镇，属于图卢兹区（Toulouse）蒙塔斯特吕克拉孔塞莱尔县（Montastruc-la-Conseillère）。该市镇总面积12.83平方公里，2009年时的人口为538人。

## 人口
阿扎人口变化图示